# William Alexander Forbes

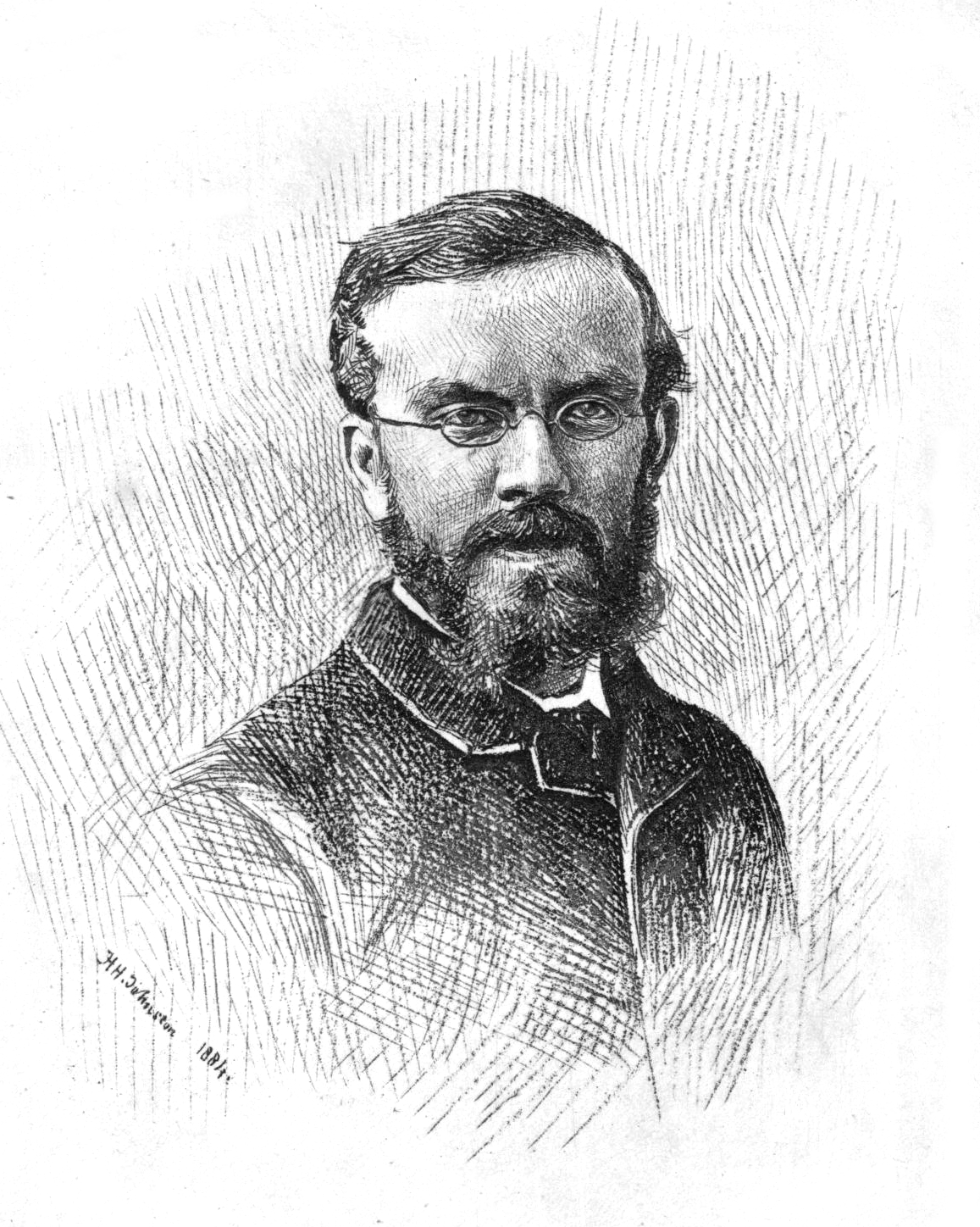
William Alexander Forbes

William Alexander Forbes (* 25. Juni 1855 in Cheltenham; † 14. Januar 1883 in Shonga am Niger) war ein englischer Zoologe, der in Brasilien und am Nigerdelta forschte.

## Leben
Forbes war der zweite Sohn von James Staats Forbes und seiner Frau Ann (geborene Bennett). Sein Vater war Vorsitzender der London, Chatham and Dover Railway und der District Railway. Von 1866 bis 1872 wurde Forbes an der Kensington School und am Winchester College ausgebildet. 1872 studierte er in Aachen Deutsch. Von 1873 bis 1875 studierte er Medizin an der University of Edinburgh und von 1875 bis 1876 am University College London. Schon früh während seines Studiums zeigte sich sein großes Interesse und sein Talent für die Biologie, der sich Forbes fortan widmete.
Dank des Einflusses seines Freundes Alfred Henry Garrod (1846–1879) besuchte Forbes ab 1876 das St John’s College in Cambridge. Hier erlangte er 1879 den Bachelor of Arts magna cum laude in den Tripos der Naturwissenschaften. Anschließend wurde er zum Fellow of the St John’s College gewählt. Im selben Jahr wurde er als Nachfolger des verstorbenen Garrod zum Prosektor der Zoological Society of London ernannt. Forbes wurde Garrods literarischer Testamentsvollstrecker und veröffentlichte 1881 eine Sammlung von wissenschaftlichen Arbeiten Garrods mit biographischen Notizen. Im selben Jahr stellte Forbes die monotypische Gattung Garrodia für die Graurücken-Sturmschwalbe auf, die 1841 von John Gould als Oceanites nereis beschrieben wurde. Neben seiner zoologischen Arbeit lehrte Forbes Vergleichende Anatomie an der Charing Cross Hospital Medical School.
Zwischen 1879 und 1882 arbeitete Forbes für die Gärten der Zoological Society, worüber er einige wissenschaftliche Artikel verfasste. Zu den bekanntesten zählen On the anatomy of the passerine birds (Proceedings of the Zoological Society, 1880–82), On the contributions to the anatomy and classification of birds made by Professor Garrod (The Ibis, 1881) und On the anatomy of the petrels collected during the voyage of H.M.S. Challenger (Zoology of the Challenger, 4, Pt. 11, 1882).
Im Sommer 1880 brach Forbes zu einer kurzen Expedition in die Wälder von Pernambuco in Brasilien auf. Hier sammelte er unter anderem den Holotypus des Kragenweihs, ein Greifvogel, der erst 1922 von Harry Kirke Swann (1871–1926) wissenschaftlich beschrieben und in den 1980er-Jahren als eigenständige Art anerkannt wurde. 1881 veröffentlichte Forbes einen Bericht über diese Reise im Journal The Ibis. 1882 reiste er in die Vereinigten Staaten um seine amerikanischen Brüder zu besuchen.
Am 19. Juli 1882 segelte er von Liverpool zu einer Expedition ins tropische Afrika. Beginnend am Niger-Delta wollte er die Fauna erforschen. Dieses Vorhaben musste er jedoch wegen der Nicht-Ankunft eines Dampfers flussaufwärts von Shonga abbrechen. Er beschloss, sofort nach England zurückzukehren. Kurz nach Weihnachten desselben Jahres erkrankte er an Fieber und an der Ruhr, an dessen Folgen er im Alter von 28 Jahren am 14. Januar 1883 verstarb. Seine sterblichen Überreste wurden nach England gebracht und am 1. April 1884 auf dem Friedhof von Wickham in Kent bestattet.

## Dedikationsnamen
Nach William Alexander Forbes sind der Kragenweih (Leptodon forbesi), der Forbesregenpfeifer (Charadrius forbesi) und der Forbesstärling (Curaeus forbesi) benannt.